# Montserrat Albet i Vila
Montserrat Albet i Vila, (Barcelona, 22 d'abril de 1927 - 10 d'abril de 2013), fou una musicòloga i pianista catalana.

## Biografia
Formada amb Blanca Selva, Joan Massià i Higini Anglès. Fou responsable de la secció de Música de la Gran Enciclopèdia Catalana, directora del desaparegut Centre de Documentació Musical de la Generalitat de Catalunya (CDMGC) i cofundadora de la Societat Catalana de Musicologia, de l'IEC. Col·laborà molt estretament en projectes musicals de l'editorial Planeta.
Entre les seves publicacions destaquen Bibliografia crítica de la Festa o Misteri d'Elig -amb Roger Alier- (Alacant 1975), Història de la música catalana (Barcelona 1985), Pau Casals i el seu museu (Barcelona 1986), Mil anys de música catalana (Esplugues de Llobregat 1991) o Mozart, un genio musical (Barcelona 1993).
Va ser crítica musical de la revista Serra d'Or, col·laboradora de El Ciervo i una de les grans propagandistes a Catalunya de la música contemporània, especialment del dodecafonisme. Col·laborà també a Estudios Pro Arte, de Barcelona.
Va ser vocal de la junta de l'Ateneu Barcelonès durant el mandat d'Heribert Barrera entre els anys 1989 i 1991.
Era neta del geògraf Pau Vila i estigué casada amb l'escriptor Joan Gomis i Sanahuja.

## Reconeixement
L'any 2020, s'inclogué dins del projecte “Mujeres Investigadoras en los Archivos Estatales (1900-1970)” per a la descripció arxivística i per a la creació d'un microlloc específic al Portal d'Arxius Espanyols (PARES), desenvolupat entre els anys 2020 i 2023. Aquest projecte ha estat impulsat per la Subdirecció General d'Arxius Estatals, amb l'objectiu de visibilitzar la tasca d'investigació realitzada a Espanya per dones en l'interval 1900-1970 a partir dels registres documentals que es conserven als Arxius de Gestió dels Arxius Espanyols del Ministeri de Cultura (l'Arxiu Històric Nacional, l'Arxiu de la Corona d'Aragó, l'Arxiu General de Simancas, l'Arxiu General d'Índies, l'arxiu de la Reial Cancelleria de Valladolid, l'Arxiu General de l'Administració i el Centre d'Informació Documental d'Arxius).

## Articles publicats
- El Ciervo: la revista mensual de pensamiento y cultura.
  - Montserrat Albet (ISSN 0045-6896, Nº. 598, 2001, págs. 40-41)
  - De las reglas clásicas a los experimentos libres (ISSN 0045-6896, Nº. 576, 1999, págs. 23-27)
  - Un vienés incomprendido: Fran Schubert (ISSN 0045-6896, Nº. 561, 1997, págs. 25-27)
  - La música se nos lleva en su movimento (ISSN 0045-6896, Nº. 556-557, 1997, pág. 7)
  - “Mozart, un genio musical” (ISSN 0045-6896, Nº. 515, 1994, pág. 31)
  - Año Mompou (ISSN 0045-6896, Nº. 505, 1993, págs. 25-28)
  - Bach y la Pasión (ISSN 0045-6896, Nº. 410, 1985, pág. 7)
  - Stravinsky, camaleónico (ISSN 0045-6896, Nº. 374, 1982, págs. 7-8)
  - Discos del año: Discos (ISSN 0045-6896, Nº. 321-322, 1977, pág. 31)
  - Idea y realización. Schonberg, Moses and Aron: Discos (ISSN 0045-6896, Nº. 309-310, 1977, pág. 32)
  - Una visión fascinante: Discos (ISSN 0045-6896, Nº. 306-307, 1977, pág. 43)
  - Intuición de eternidad: Discos (ISSN 0045-6896, Nº. 305, 1977, pág. 26)
  - Karlheinz Stockhausen "Ceylon/Byrd of passage. Chrysalis 27516-1": Discos (ISSN 0045-6896, Nº. 303, 1977, pág. 30)
  - Duetos de Verdi y de Puccini: Discos (ISSN 0045-6896, Nº. 299, 1977, pág. 31)
  - Discos (ISSN 0045-6896, Nº. 297, 1976, págs. 31-3)
  - J.S. Bach. Sonatas para violín y clavicémbalo número 1-6.: A cada uno su disco (ISSN 0045-6896, Nº. 273, 1975, págs. 30-30)
  - A. Berg. Wozzeck. Walter Berry, Isabel Strauss. Fritz Uhl. Carl Doench. Orquesta y coros de la Ópera Nacional de París.: El soldado Wozzeck (ISSN 0045-6896, Nº. 269, 1975, págs. 31-31)
  - La búsqueda de Halffter (ISSN 0045-6896, Nº. 260, 1975, págs. 28-28)
  - Canto llano (ISSN 0045-6896, Nº. 257, 1975, págs. 31-31)
  - Al margen de Versalles (ISSN 0045-6896, Nº. 255, 1975, págs. 31-31)
  - David Oistrackh (ISSN 0045-6896, Nº. 255, 1975, págs. 31-31)
  - Un niño de ocho años: Discos (ISSN 0045-6896, Nº. 253 (Lanza del Vasto habla de política), 1975, págs. 31-31)
  - Un precursor: Discos (ISSN 0045-6896, Nº. 253 (Lanza del Vasto habla de política), 1975, págs. 31-31)
  - Una interpretación grandiosa (ISSN 0045-6896, Nº. 251 (Cuando los emigrantes cruzan los Pirineos), 1975, págs. 31-31)
  - Música refinada y salvaje (ISSN 0045-6896, Nº. 251 (Cuando los emigrantes cruzan los Pirineos), 1975, págs. 31-31)
  - Darius Milhaud, un músico mediterráneo (ISSN 0045-6896, Nº. 245-246, 1974, págs. 23-23)
  - Una respuesta al problema de la vivienda: la prefabricación. Montserrat Albet, Rosario Bofill, Rafael Espinós, Lorenzo Gomis Sanahuja, X. González Elorriaga (ISSN 0045-6896, Nº. 221, 1972, págs. 10-12)
  - Dos aspectos de un festival: El VII Festival Internacional de Música de Barcelona (ISSN 0045-6896, Nº. 190, 1969, págs. 19-19)
  - Boulez, "guardia rojo" de la ópera (ISSN 0045-6896, Nº. 171, 1968, págs. 17-17)
  - Grandeza y servidumbre del nacionalismo musical: Zoltan Kodály (ISSN 0045-6896, Nº. 158, 1967, págs. 14-14)
  - Repaso de lecturas: Los libros. Juan Carlos Aguilar Moreno, Montserrat Albet, Rosario Bofill, Julio Busquets Bragulat, Francisco Fernández Ordóñez, Enrique Ferrán, Pere Gimferrer, Joaquim Gomis, Juan Gomis Coloma (ISSN 0045-6896, Nº. 155, 1967, pàgs. 12-12)
  - Schönberg, Gerhard, Soler: Después del Festival de Barcelona (ISSN 0045-6896, Nº. 154, 1966, págs. 14-14)
  - Música catalana (ISSN 0045-6896, Nº. 152, 1966, pàgs. 14-14)
  - Los discos: Schubert y Messiaen (ISSN 0045-6896, Nº. 142, 1965, pàgs. 13-13)
  - "La suite lírica" de Alban Berg; "Las cinco piezas op.5" i "Las seis bagatelas" de Anton Webern (ISSN 0045-6896, Nº. 141, 1965, págs. 17-17)
  - G.F. Haendel: "Música del agua" (Water Music), por l'Orquesta del Festival de Bath, bajo la dirección de Yehudi Menuhin (ISSN 0045-6896, Nº. 141, 1965, pàgs. 17-17)
  - C. Debussy: "Pelléas et Mélisande": Orquestra de la Suisse Romande, Ernest Ansermet, director (ISSN 0045-6896, Nº. 141, 1965, pàgs. 17-17)

- Faig arts
  - Vinculació de Gerhard amb Catalunya (ISSN 0214-4514, Nº 36, 1996, págs. 4-11)
  - Schönberg a Barcelona (ISSN 0214-4514, Nº 36, 1996, págs. 33-41)
  - La veu de Mompou (ISSN 0214-4514, Nº 34, 1994, págs. 36-40)

- Catalònia cultura
  - La voz de Pau Casals (ISSN 0213-7534, Nº. 38, 1994, págs. 42-43)
  - Frederic Mompou (ISSN 0213-7534, Nº. 32, 1993, págs. 46-47)

- Revista de Catalunya
  - Pau Casals, vint anys d'absènsia (ISSN 0213-5876, Nº. 79, 1993, págs. 81-98)
  - Enric Granados: els dies i les obres (ISSN 0213-5876, Nº. 66, 1992, págs. 106-118)

- Ritmo
  - Robert Gerhard, de nuevo (ISSN 0035-5658, Vol. 60, Nº. Extra 593 (Suplemento especial "60 Aniversario"), 1988, págs. 215-215)

- Perspectiva escolar
  - Pau Vila, una vida plena (ISSN 0210-2331, Nº 50, 1980 (Ejemplar dedicado a: Pau Vila), págs. 2-8)

- Butlletí de la Societat Catalana de Musicologia
  - Schönberg a Barcelona (ISSN 0210-8208, Nº. 1, 1979, págs. 103-111)

- Revista de psicología general y aplicada: Revista de la Federación Española de Asociaciones de Psicología
  - Creatividad y música (ISSN 0373-2002, Vol. 31, Nº. 138, 1976, págs. 85-87)